# Camí de Monistrol de Calders a Vilaterçana
El Camí de Monistrol de Calders a Vilaterçana és una pista forestal en algun tros i un corriol en d'altres dels termes municipals de Monistrol de Calders i de Granera, a la comarca del Moianès.
El camí arrenca de la Coma, des d'on s'adreça a ponent fins que travessa el torrent de la Baga Cerdana, on canvia de direcció i va cap al sud. Abans d'arribar a la Pedrera de la Païssa, al Pedregar, gira 350 graus per emprendre la pujada cap a la Carena del Peter, on arriba després de dos revolts més molt tancats. Segueix cap al nord tota la Carena del Peter, fins a la Pedrera de l'Estrada, moment en què entra en el terme de Calders.
Tot seguit, segueix tot el Serrat de la Tirolena pel costat de ponent, i, fent alguns revolts molt tancats més, sempre carena amunt, travessa el Camp Gran, i arriba al Camp Solà, on s'ajunta amb el Camí de Sant Amanç a la Grossa. Aquesta cruïlla és a prop i al sud de la masia de Vilaterçana i al sud-oest de la de la Grossa.